# Nissan Violet
Nissan Violet är en personbil som tillverkades av den japanska biltillverkaren Nissan Motor Co. Ltd mellan 1973 och 1981. På många exportmarknader såldes den som Datsun 140J respektive Datsun 160J, beroende på motorstorlek.

## Nissan Violet 710
I början av 1970-talet hade skillnaden mellan Sunny- och Bluebird-modellerna växt så mycket att det fanns plats för en ny bil däremellan: Nissan Violet. Den första generationen var en tämligen enkel konstruktion med stel bakaxel upphängd i längsgående bladfjädrar men den sportigare SSS-versionen hade individuella hjulupphängning bak.
Varianter:
| Modell     | Motor               | Cylindervolym | Effekt | Bränslesystem      |
| ---------- | ------------------- | ------------- | ------ | ------------------ |
| 1400       | 4-cyl radmotor ohv  | 1428 cm³      | 65 hk  | Enkel förgasare    |
| 1600       | 4-cyl radmotor SOHC | 1595 cm³      | 72 hk  | Enkel förgasare    |
| 1600 SSS   | 4-cyl radmotor SOHC | 1595 cm³      | 83 hk  | Dubbla förgasare   |
| 1600 SSS-E | 4-cyl radmotor SOHC | 1595 cm³      | 115 hk | Bränsleinsprutning |

## Nissan Violet A10
Den andra generationen Violet var något mindre än företrädaren. Bilen hade modernare formgivning och skruvfjädrar på bakaxeln. I Japan såldes den även under namnen Nissan Stanza och Nissan Auster.
Varianter:
| Modell     | Motor               | Cylindervolym | Effekt | Bränslesystem      |
| ---------- | ------------------- | ------------- | ------ | ------------------ |
| 1400       | 4-cyl radmotor SOHC | 1397 cm³      | 75 hk  | Enkel förgasare    |
| 1600       | 4-cyl radmotor SOHC | 1595 cm³      | 83 hk  | Enkel förgasare    |
| 1600 SSS-E | 4-cyl radmotor SOHC | 1595 cm³      | 98 hk  | Bränsleinsprutning |
| 1800       | 4-cyl radmotor SOHC | 1770 cm³      | 98 hk  | Enkel förgasare    |
| 1800 SSS-E | 4-cyl radmotor SOHC | 1770 cm³      | 108 hk | Bränsleinsprutning |

## Nissan Violet Liberta T11
Den framhjulsdrivna Stanza-modellen som kom 1981 såldes först även som Violet Liberta men namnet försvann snart, när Nissan rationaliserade utbudet. För mer uppgifter, se under huvudartikeln:
- Nissan Stanza.

## Motorsport

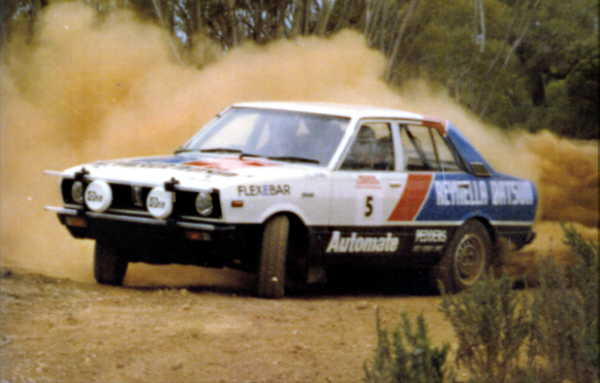
South Australian Rally Champions 1981

Nissan Violet var en framgångsrik rallybil, framför allt i tuffa långdistanstävlingar på dåliga vägar. Shekhar Mehta vann Safarirallyt fyra år i rad mellan 1979 och 1982 för Nissan.